# Domenico Guidobono

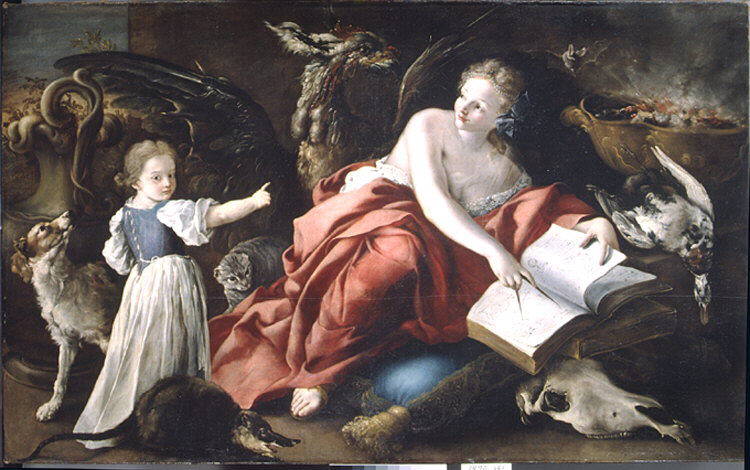
Domenico Guidobono (?): Eine Allegorie, Öl auf Leinwand, 144,1 × 234,3 cm, Metropolitan Museum of Art, New York

Domenico Guidobono (* 6. November 1668 in Savona; † 1746 in Neapel) war ein italienischer Maler und Freskant des Barock, der besonders in Genua und Turin wirkte.

## Leben
Er war das zehnte von elf Kindern des Keramikmalers Giovanni Antonio Guidobono und dessen Frau Geronima Croce und wurde laut Taufeintrag in der Kirche San Giovanni Battista in Savona am 6. November 1668 geboren. Sein Taufpate war der bedeutende Genueser Maler Domenico Piola.
Auch sein zwölf Jahre älterer Bruder Bartolomeo Guidobono war ein sehr bekannter und vielbeachteter Maler – eine Tatsache, die dazu führte, dass Domenico Guidobono bis zur Mitte des 20. Jahrhunderts (Castelnovi, 1956) so gut wie gar nicht von der Fachwelt beachtet wurde, und dass man ihm nur die „schlechteren Bilder“ seines Bruders zuschrieb.
Über Domenicos Lebenslauf ist nur wenig genaues bekannt. Er begann in der väterlichen Werkstatt mit dem Dekorieren von Majolika und arbeitete bereits da mit Bartolomeo zusammen. Gemeinsame Werke signierten sie mit den Initialen „G.B.D.“.
Über seine weitere Ausbildung zum Fresken- und Staffeleimaler kann nur vermutet werden, dass er diese bei Bartolomeo und wahrscheinlich auch in Genua in der casa Piola bei seinem Patenonkel machte.

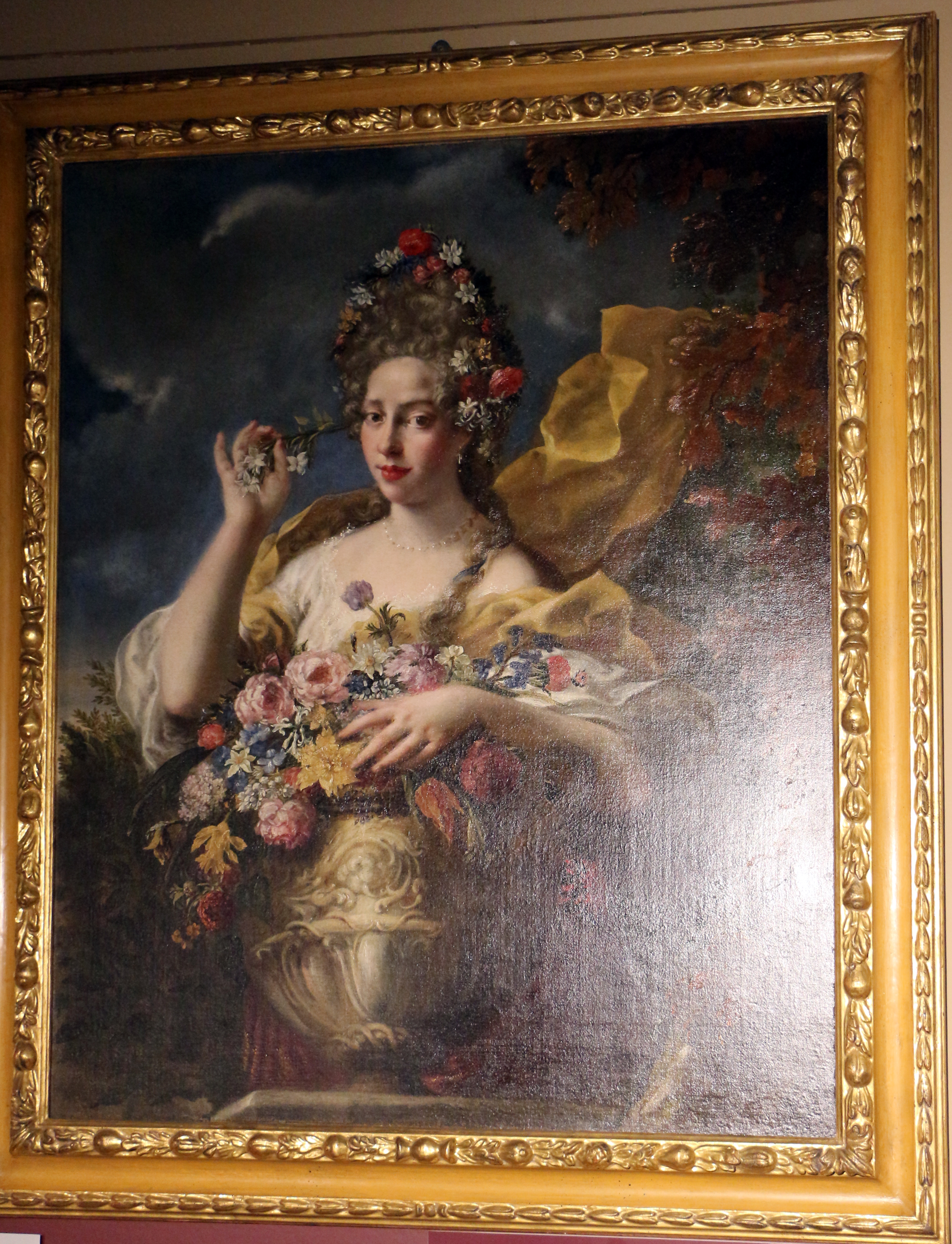
Bildnis einer Dame als Flora, Privatsammlung, Bologna

Allgemein wird angenommen, dass er bis zum Tode Bartolomeos 1709 häufig als dessen Gehilfe arbeitete, nicht nur bei Fresken, sondern auch bei Ölgemälden, wo er vor allem für die Blumen- und Früchte-Stillleben verantwortlich gewesen sein soll.
Er soll seinen Bruder auch auf dessen Reisen begleitet haben. Dies gilt insbesondere für den Aufenthalt in Turin etwa Mitte bis Ende der 1680er Jahre. Während (oder kurz nachdem) Bartolomeo an den Fresken im Santuario di Casanova bei Carmagnola arbeitete, bekam Domenico 1686 vom dortigen Abt Innocenzo Milliavacca den Auftrag, die Orgelflügel der Kirche zu bemalen; diese gingen jedoch bereits im 18. Jahrhundert verloren, als das Kloster aufgehoben wurde. Am 30. Juni 1688 war er nachweislich in Turin, wo er von der Abtei Casanova eine Bezahlung von 12 Lire „für Malereien im Friedhof“ entgegennahm (concessili in Torino li 30 giugno 1688 per saldo della pittura fatta al Cemeterio; Casanova, S. 182).
Etwa derselben Zeit werden ihm aus stilistischen Gründen einige Bilder biblischen Inhalts zugeschrieben, darunter besonders Der Abschied des Tobias in der Collezione Gambaro-Ottone (Genua) und Susanna und die Alten im Louvre (Paris).
In der Folge fehlen konkrete Nachrichten über Domenico Guidobono, bis zum Jahr 1705, als er zusammen mit seinem Bruder wieder in Turin war. Mittlerweile war er mit Maria Caterina, einer Tochter von Giovanni Battista Gnecco, verheiratet, und hatte mit ihr drei Kinder namens Maria Giacinta, Beatrice und Vittorio.
Im Grunde trat Domenico Guidobono erst nach dem Tode Bartolomeos im Jahr 1709 aus dessen Schatten. Im selben Jahr malte er die Deckenfresken im Presbyterium der Kirche San Lorenzo in Turin mit der Apotheose des hl. Lorenz und die Kardinaltugenden in den Pendentifs der Kuppel. Diese werden zuweilen als „sein bestes Werk“ angesehen.
Laut Thieme-Becker tat er sich nach Bartolomeos Tod „mit seinem jüngeren Bruder Niccolò zusammen; ihre Arbeiten gehen unter der Bezeichnung fratelli di Guidobono“.

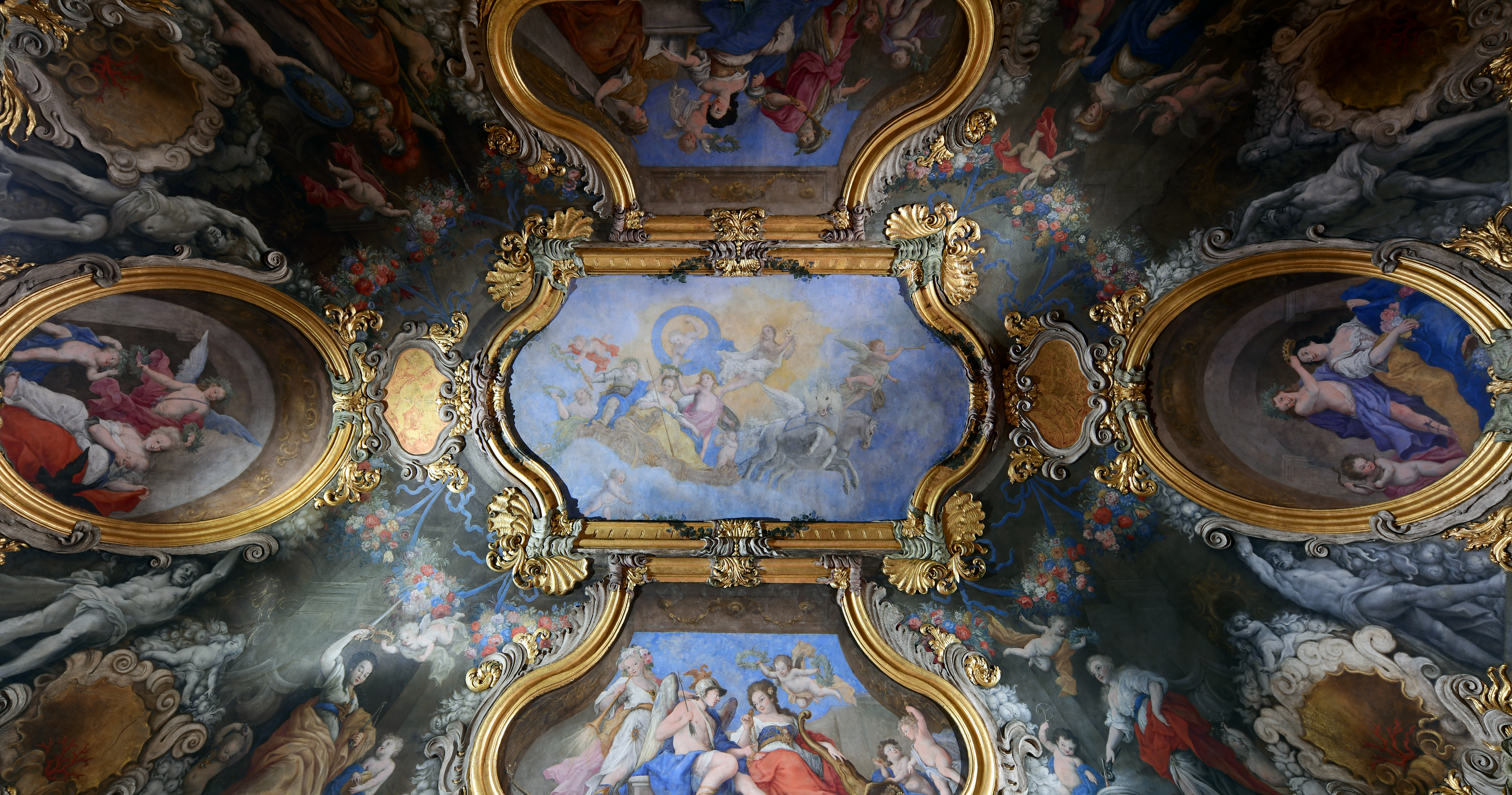
Domenico Guidobono (zugeschrieben): Deckenfresken Apotheose der Giovanna Battista von Savoyen-Nemours im Palazzo Madama, Turin

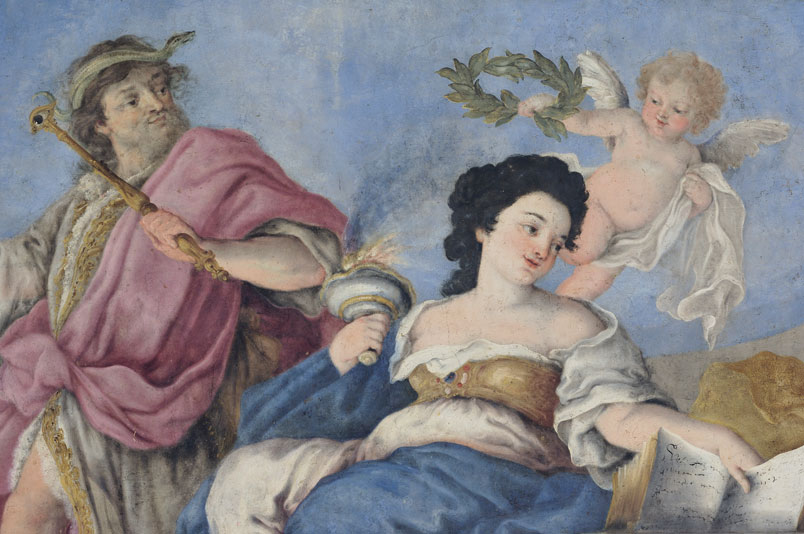
Ausschnitt mit Triumph der Tugend der Madama Reale im Palazzo Madama, Turin

Domenico arbeitete in Turin etwa 20 Jahre lang für die Regentin Maria Giovanna Battista von Savoyen-Nemours, genannt madama reale, neben anderen Künstlern im Palazzo Madama. Dort wurde erst 1923 während Restaurierungsarbeiten entdeckt, dass Domenico die Dekorationen der Decke im sogenannten Salon des Frühlings in Latein signiert und datiert hatte: „Die X Xmbris 1714 D. Guidobono perfecit“ (Telluccini, S. 109; Mallé, 1970, S. 149). Aus stilistischen Gründen wird ihm mittlerweile auch das Deckenfresko im Schlafzimmer mit der Apotheose der Giovanna Battista von Savoyen-Nemours zugeschrieben (das zuvor auch als Werk von Daniel Seyter oder Lorenzo Dufour galt). Des Weiteren schuf er auch Dekorationen im „Salon der vier Jahreszeiten“, im chinesischen Kabinett und in der „süd-westlichen Veranda“ (oder camera nova verso piazza Castello), die von Filippo Juvarra im Jahr 1721 geschaffen wurde, was einen Anhaltspunkt für die Datierung liefert.
Domenico Guidobonos Fresko im Salon des Frühlings im Palazzo Madama bildet auch die Grundlage für weitere Zuschreibungen von Dekorationen in anderen Turiner Adelspalästen, wie dem Palazzo Coardi di Carpeneto und dem Palazzo Saluzzo di Paesana.
Nach dem Tode von Maria Giovanna di Savoia im Jahr 1724 kehrte er nach Genua zurück, wo er unter anderem Fresken in der Galerie des Palazzo De Mari-Casareto an der Piazza Campetto malte, sowie im Palazzo Negrone an der Piazza Fontane Marose.
1737 übergab er den Mönchen des Genueser Klosters Nostra Signora Assunta (auch bekannt als „Santuario della Madonnetta“) ein Gemälde mit der Anbetung der Hirten, im Austausch gegen ein gleichnamiges älteres Bild seines Bruders Bartolomeo (u. a. Castelnovi, S. 244).
Ansonsten ist über Domenico Guidobono nichts mehr bekannt, außer dass er laut Ratti (S. 146) für verschiedene Arbeiten nach Neapel gegangen sei, wo er 1746 mit 77 oder 78 Jahren starb.

## Einzelanmerkungen
1. 1 2 3 4 5 6 7 8 9 10 11 12 13 14 15 16 17 18 19 20  Lucia Casellato: Domenico Guidobono. In:  Dizionario Biografico degli Italiani (DBI).
2. ↑  Mario Labò: Guidobono, Domenico. In: Enciclopedia on line. Istituto della Enciclopedia Italiana, Rom 1933.
3. 1 2 3  Guidobono, Domenico. In: Ulrich Thieme, Fred. C. Willis (Hrsg.): Allgemeines Lexikon der Bildenden Künstler von der Antike bis zur Gegenwart. Begründet von Ulrich Thieme und Felix Becker. Band 15: Gresse–Hanselmann. E. A. Seemann, Leipzig 1922, S. 285 (Textarchiv – Internet Archive).
4. ↑  Hier herrscht Unklarheit in den Quellen, die die Kathedrale von Turin angegeben, zugleich spricht Casellato nebenbei davon, dass die Kirche dem hl. Lorenzo gewidmet sei (so wie Guidobonos Fresko), was aber nicht auf den Dom zutrifft: Dieser ist San Giovanni Battista, also Johannes d. Täufer geweiht.

| Personendaten    | Personendaten                  |
| ---------------- | ------------------------------ |
| NAME             | Guidobono, Domenico            |
| KURZBESCHREIBUNG | italienischer Maler des Barock |
| GEBURTSDATUM     | 6. November 1668               |
| GEBURTSORT       | Savona                         |
| STERBEDATUM      | 1746                           |
| STERBEORT        | Neapel                         |